# Насилна анална пенетрација
Насилна анална пенетрација јесте насилни продор мушког полног уда у анални канал жене или мушкарца (лат. coitus per ani) који може довести, поред повреда коже и слузокоже и до трајног оштећење функције мишића стезача (сфинктера) ануса која се могу објективизирати клиничким прегледом, судско-медицинским вештачењем и аналном манометријом независно од протока времена.

## Релевантна анатомија
Аноректални сегмент је завршни део цревног тракта и представља функционалну и патогенетску целину, дужине око 16 cm,, коју чине ректум и анални канал дужине 3-4 cm.
Анални канал је прекривен је модификованом кожом - анодеимом. Анодерма и перианална кожа је соматски инервисана и стога изузетно осетљива на болне надражаје.  Горњи део аналног канала и ректума инервишу аутономни нерви који су релативно неосетљиви на бол. Моторичку функцију ректума стимулише парасимпатикус аинхибира га симпатички нервни систем. Изузетак је унутрашњи сфинктер који стимулише симпатикус и инхибира парасимпатикус. Спољашњи анални сфинктер је соматски инервисан  и због тога се вољно контролише.
Пролазна ректална дистензија обично узрокује инхибицију рефлекса и опуштање унутрашњег и контракцију спољашњег аналног сфинктера, што се може се одредити електроманометријским испитивањима.
Насилна анална пенетрација може довести до, поред повреда коже и слузокоже и трајно оштећење функције мишића сфинктера који се може објективизовати независно од протока времена.

## Етиологија
Најчешћи узроци насилне аналне пенетрације су:
- противприродан блуд, у једном или више наврата,
- силовање,
- сексуално злостављање.[6]

## Последице
Као резултат насилног аналних односа и сексуално перверзних манипулација, могу настати бројне патолошке манифестације у аналном региону. Такођ због његове повезаност са неуровегетативним центрима у лимбичким структурама може доћи до развоја психосоматског комплекса. Озбиљност ових болести је још већа код психолабилних особа чије су емоционалне реакције неадекватне и могу довести до правих психотичних стања. Тако може објаснити и испољавање неадекватне психолошке реакције, приликом проктолошког прегледа жртве, која се понекад може огледати у виду израженог психомоторног немира са видљивим узбуђењем. Ови поремећаји колоректалне инервације, су неурогени, и могу се манифестовати у виду:
- аганглионозе,
- неурогене ахалазије сфинктера који се налази у Хиршпрунговој болест са карактеристично малим пречником аналног канала,
- хипоганглиоза
- урођеног дефекти симпатичке инервације дебелог црева (као што је цревна дисплазија).

## Судско-медицинско вештачење
У судско-медицинском вештачењу најважније је да се одреди притисак унутрашњег и спољашњег аналног сфинктера, при чему се на овај начин могу утврдити и неке трајне последице узроковане аналним продором (пенетрацијом), уз истовремено искључење болести које могу довести до оштећења функција поменутих сфинктера.
Метода аналне манометрије је поуздана у одређивању функционалне стања спољашњег и унутрашњег аналног сфинктера и треба је прихватити као обавезну у дијагностици и верификацији аналне пенетрације.
У судској медицини треба користити метод аналне манометрије у вештачењу кад год постоји сумња да је анална пенетрација извршена и примењујее се одмах по пријави извршења кривичног дела.

### Анална манометрија
Анална манометрија је једна од метода којом се индиректно, мерењем притиска у аналном каналу, може утврдити постојање функционалног оштећења мишића стезача (сфинктера). Мерењем притиска у мировању и током добровољне контракције функција аналног сфинктера (на различитим висинама) може се тачно одредити стање унутрашњег и спољашњег аналног сфинктера.
Приликом извођења аналне манометрије одређују се следећи параметри:
БП (басал прессуре) који одражава стање унутрашњег аналног сфинктера,
СП (сqуезе прессуре), односно притисак при вољној контракцији, који одражава функционалну способност спољашњег аналног сфинктера,
АЦЛ (анал цанал ленгхт) мери се дужина зоне високог притиска, односно аналног канала,
РАР (рецтал анал рефлеx) одређује се ректална комплијанса која даје податке о инервацији и функцији пелвичног пода.
Нормалне вредности добијених параметара, које варирају у односу на животну доб и пол, су:
БП = 40 ± 20 mmHg
СП = 120 ±3 0

### Параметри
Приликом извођења аналне манометрије одређују се следећи параметри:
BP (basal pressure),  који одражава стање унутрашњег аналног сфинктера,
SP (squeze pressure),односно притисак при вољној контракцији, који одражава функционалну способност спољашњег аналног сфинктера,
ACL (anal canal lenght) мери се дужина зоне високог притиска, односно аналног канала,
RAR (rectal anal reflex) одређује се ректална комплијанса која даје податке о инервацији и функцији пелвичног пода.
Нормалне вредности добијених параметара, које варирају у односу на животну доб и пол, су:
BP= 40 ± 20 mmHg
SP = 120 ±3 0 mmHg
ACL = 2,5 - 3,5 cm